# 로버트 플랜트
로버트 앤서니 플랜트(영어: Robert Anthony Plant, CBE, 1948년 8월 20일 ~ )는 영국의 가수, 작곡가이다. 레드 제플린의 리드 보컬로 유명하다. 2009년 제51회 그래미상 시상식에서 앨리슨 크라우스와 함께 5관왕에 올라, 같은 해 최다 수상자로 기록되었다.

## 음반 목록
스튜디오 음반
- Pictures at Eleven (1982)
- The Principle of Moments (1983)
- Shaken 'n' Stirred (1985)
- Now and Zen (1988)
- Manic Nirvana (1990)
- Fate of Nations (1993)
- Dreamland (2002)
- Mighty ReArranger (2005)
- Band of Joy (2010)
- Lullaby and the Ceaseless Roar (2014)
- Carry Fire (2017)

## 서훈
- 2009년 대영 제국 훈장 3등급(CBE) 수훈[1]